# Shin Do-hyun
Shin Do-hyun (hangul: 신도현; Yeongju, 5 de noviembre de 1995) es una actriz surcoreana.

## Biografía
Estudió en la Universidad de Mujeres Sungshin (Sungshin Women’s University).

## Carrera
Es miembro de la agencia VAST Entertainment (VAST엔터테인먼트).
En noviembre del 2018 se unió al elenco recurrente de la serie The Third Charm donde dio vida a Kim So-hee, una estrella top amada por muchos debido a su hermosa apariencia, así como la rival de la escuela secundaria de Lee Young-jae (Esom).
En diciembre del mismo año se unió al elenco recurrente de la serie Just Dance donde interpretó a Lee Ye-ji, una miembro del club de deportes de baile.
En marzo de 2019 se unió al elenco recurrente de la serie The Banker donde dio vida a Jang Mi-ho, una secretaria y personal de la oficina de auditoría.
En marzo de 2020 se unió al elenco recurrente de la serie Hospital Playlist donde interpretó a a Bae Joon-hee, una doctora del departamento de medicina de emergencia del "Yulje Medical Center".
En julio del mismo año se unió al elenco recurrente de la serie Into the Ring (también conocida como The Ballot) donde dio vida a Jang Han-bi, una de las mejores amigas de Koo Se-ra (Nana), así como la dueña de una tienda de cómics.
En mayo de 2021 se unió al elenco de la serie Doom at Your Service (también conocida como "One Day Destruction Came Through My Front Door") donde interpretó a Na Ji-na, una novelista web que lamenta su primer amor, hasta el final de la serie el 29 de junio del mismo año.

## Filmografía

### Series de televisión
| Año     | Título                                | Personaje         | Notas                     | Ref.                 |
| ------- | ------------------------------------- | ----------------- | ------------------------- | -------------------- |
| 2018    | First Kiss                            | Kyung Su-bin      | 20 episodios              |                      |
| 2018    | Just One Bite: Pilot                  | Jeon Hee-sook     | Serie web, 2 episodios    |                      |
| 2018    | Switch                                | So Eun-ji         |                           | [ 9 ]                |
| 2018    | The Third Charm                       | Kim So-hee        |                           |                      |
| 2018    | Just Dance                            | Lee Ye-ji         |                           |                      |
| 2019    | The Banker                            | Jang Mi-ho        |                           |                      |
| 2019    | Socialization: Understanding of Dance | Han Soo-ji        | Drama Special, 1 episodio | [ 10 ]               |
| 2019-20 | Love with Flaws                       | Baek Jang-mi      |                           | [ 11 ] [ 12 ]        |
| 2020    | Hospital Playlist                     | Dra. Bae Joon-hee |                           |                      |
| 2020    | Hacia el círculo                      | Jang Han-bi       |                           |                      |
| 2020    | Half-Fifty                            | Jenna             | 8 episodios               |                      |
| 2021    | Doom at Your Service                  | Na Ji-na          | 16 episodios              |                      |
| 2023    | Adult Kids                            | Cheon Sae-na      | Serie web                 | [ 13 ]               |
| 2024    | Brewing Love                          | Bang A-reum       | 12 episodios              | [ 14 ] [ 15 ] [ 16 ] |
| 2025    | Karma                                 | Joo-yeon de joven |                           | [ 17 ] [ 18 ]        |

### Aparición en videos musicales
| Año  | Intérprete(s)                           | Canción        | Notas |
| ---- | --------------------------------------- | -------------- | ----- |
| 2018 | MIND U                                  | If             |       |
| 2018 | CRACKER ft. Kim Ho-yeon (de DalJohnBam) | One Day        |       |
| 2017 | MoonMoon ft. Moeun                      | Museum         |       |
| 2017 | Park Won                                | All Of My Life |       |

### Anuncios
| Año  | Título                              | Notas |
| ---- | ----------------------------------- | ----- |
| 2017 | Nature Republic - Starlight Essence |       |

## Premios y nominaciones
| Año  | Premio          | Categoría                                               | Trabajo                                                 | Resultado |
| ---- | --------------- | ------------------------------------------------------- | ------------------------------------------------------- | --------- |
| 2019 | KBS Drama Award | Netizen Award, Actress                                  | Drama Special - "Socialization: Understanding of Dance" | Nominada  |
| 2019 | KBS Drama Award | Best Actress in a One-Act/Special/Short Drama           | Drama Special - "Socialization: Understanding of Dance" | Nominada  |
| 2019 | MBC Drama Award | Best Supporting Cast in a Wednesday-Thursday Miniseries | Love with Flaws y The Banker                            | Nominada  |